# Réserve naturelle régionale des cheires et grottes de Volvic
La réserve naturelle régionale des cheires et grottes de Volvic (RNR280) est une réserve naturelle régionale (RNR) d’Auvergne. Créée en 2014, elle a été classée la même année, pour une superficie de 61,3 hectares. Les grottes de Volvic sont d'anciennes carrières souterraines de pierre dont certaines sont ouvertes au public. Ces carrières abritent le plus important gîte d’hibernation de chiroptères d’Auvergne.

## Géographie

### Localisation

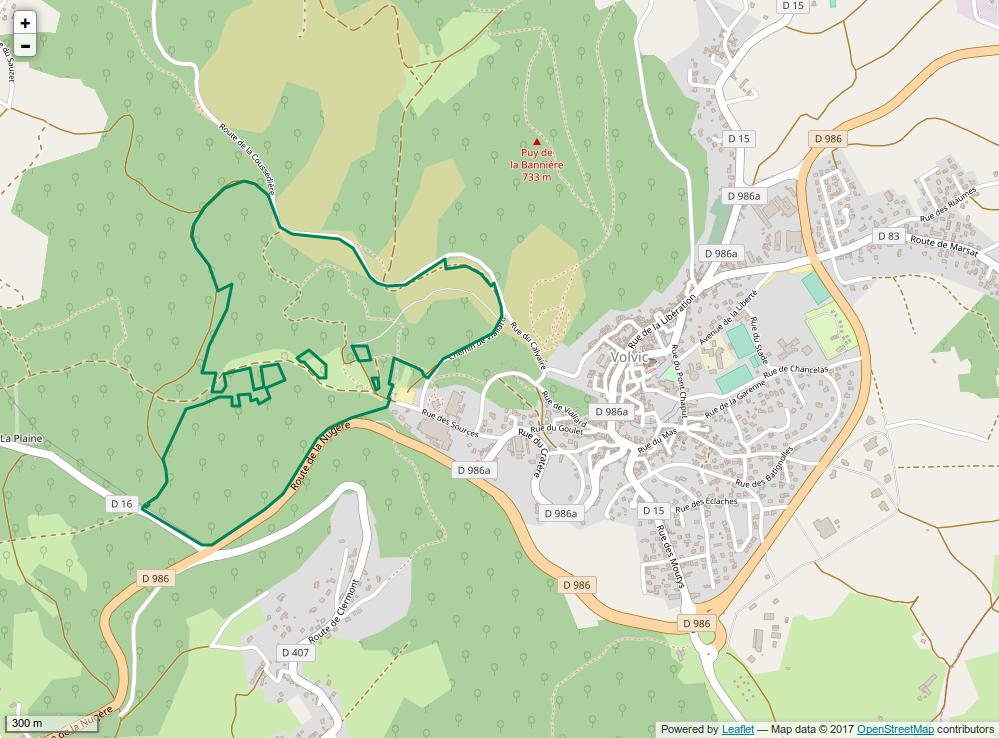
Périmètre de la réserve naturelle.

Dans le département du Puy-de-Dôme, la réserve se situe à l'ouest de la commune de Volvic, notamment sur les pentes du Puy de la Nugère. Il compte 3 carrières souterraines au sein d'un parc.

## Histoire du site et de la réserve
Connue pour sa grande résistance, la pierre de Volvic (trachy-andésite) est issue des coulées du Puy de la Nugère. Celles-ci prennent le nom local de « cheires ». La pierre a été extraite de carrières souterraines avant le XIXe siècle. Ces carrières servent maintenant de gîtes d'hibernation pour les chauves-souris.

## Écologie (biodiversité, intérêt écopaysager…)
Les trois grottes principales abritent 499 animaux différents, d'une quinzaine espèces, dont neuf sont régulières. On trouve en majorité le grand murin, le petit rhinolophe et le grand rhinolophe. On trouve également le rhinolophe euryale et le murin à oreilles échancrées.
La réserve naturelle protège également les captages de l'eau de Volvic.

### Flore
Le territoire de la réserve naturelle est couvert par une forêt jeune avec quelques prairies. Parmi les espèces remarquables, on trouve la Lathrée écailleuse et le Lis martagon.

### Faune
Outre les chauves-souris, on peut mentionner sur le site la présence de la Genette, du Chat forestier. Les oiseaux comptent le Grimpereau des bois et le Pouillot siffleur. 

## Intérêt touristique et pédagogique
Des sentiers permettent de parcourir le site. L'accès du public aux cavités à chauves-souris est interdit.

## Administration, plan de gestion, règlement
La réserve naturelle est gérée par la LPO Auvergne.

### Outils et statut juridique
La réserve naturelle a été créée par une délibération du Conseil régional du 23 septembre 2014.